# Coupe de Belgique masculine de handball 1984-1985
Navigation
Édition précédente Édition suivante
La Coupe de Belgique masculine de handball de 1984-1985 fut la 21e édition de cette compétition organisée par l'Union royale belge de handball (URBH)
La finale se joua à Ypres en Province de Flandre-Occidentale. Elle opposa le Boule d'Or Lebbeke, affilié à la VHV à la formation de l'Union beynoise, affilié à la LFH.
Les beynois qui répondent présent après avoir enlevé le trophée pour la première fois de son histoire deux ans auparavant. C'est par contre la quatrième finale pour le Boule d'Or Lebbeke qui compte déjà deux trophées.
Ce fut le Boule d'Or Lebbeke qui remporta la Coupe de Belgique pour la troisième fois de son histoire.

## Phase finale

### Quarts de finale
- : Tenant du titre

| Club                | Allé  | Résultat | Retour | Club               |
| ------------------- | ----- | -------- | ------ | ------------------ |
| KV Sasja HC Hoboken | 23-21 | 42-42*   | 19-21  | Initia HC Hasselt  |
| HC Herstal          | 17-27 | 37-46    | 20-19  | Union beynoise     |
| ROC Flémalle        | 20-27 | 33-59    | 13-32  | Boule d'Or Lebbeke |
| Sporta Evere        | 43-25 | 64-50    | 21-25  | Progrès HC Seraing |

*Vainqueur selon la règle du nombre de buts marqués à l'extérieur

### Demi-finales
- : Tenant du titre

| Club               | Allé  | Résultat | Retour | Club              |
| ------------------ | ----- | -------- | ------ | ----------------- |
| Boule d'Or Lebbeke | 20-16 | 40-37    | 20-21  | Initia HC Hasselt |
| Sporta Evere       | ?-?   | ?-?      | 19-23  | Union beynoise    |

### Finale
- : Tenant du titre

| 26 mai 1985; 15h15 | Boule d'Or Lebbeke           | 30 - 13 | Union beynoise | Ypres, Stedelijke Sportal; |
| 26 mai 1985; 15h15 | Rapport (archives lesoir.be) |         |                | Ypres, Stedelijke Sportal; |

## Vainqueur
| Coupe de Belgique de handball 1984-1985 Boule d'Or Lebbeke 3e titre |